# Zuhal Olcay
Zuhal Olcay (Istanbul, 10 de agosto de 1957) é uma actriz e cantora turca.

## Biografia
Graduou-se no Conservatório Estatal de Ancara, em 1976, iniciando a sua carreira como actriz de teatro e casando-se no mesmo ano com o seu colega Selçuk Yöntem, que também se converteu num conhecido actor da Turquia. Após três anos de casamento o casal divorciou-se em 1987, e ela contraiu casamento pela segunda ocasião em 1991 com o actor Haluk Bilginer. Divorciaram-se em 2004. Zuhal voltou a casar com o empresário Zafer Olcay e mudou-se para Izmir.
A partir de 1983 também começou a actuar no cinema e se fez famosa com filmes como "Amansız Yol", "Kurşum Ata Ata Mordedor", "Bir Avuç Gökyüzü", "Halkalı Köle", e "Dünden Sonra Yarından Önce". Em 1989 começou uma carreira de êxito como cantora.
Em 2018, foi condenada a 10 meses de prisão por insultar o Presidente de Turquia, Recep Tayyip Erdoğan. Ela supostamente tinha revisado a letra da canção "Boş Vermişim Dünyayı" (Me deixo levar pelo mundo), para dizer "Recep Tayyip Erdoğan, isto está totalmente vazio, tudo é uma mentira, a vida vai terminar um dia e te dizem "eu tinha um sonho'", acompanhada pelo gesto de um dedo. Uma demanda foi apresentada contra ela pelo escritório do Promotor de Istambul por insultar o presidente durante o concerto em 2016, pedindo uma sentença de quatro anos de prisão. A cantora defendeu-se dizendo que não tinha nenhuma intenção do insultar a ele e que o gesto foi dirigido a alguns dos espectadores de primeira bicha que fizeram comentários negativos sobre ela.
Olcay previamente tinha sido multada com 10,620 liras ($2,708) por "insultar um servidor público público" no ano 2010.
Em 2016, o seu pai faleceu por fibrose cística. A sua mãe morreu no ano seguinte depois do tratamento de um coágulo no cérebro.

## Filmografia
- Sönmüş Ocak (1980)
- İhtiras Fırtınası (1983)
- Parmak Damgası (1985)
- Kurşum Ata Ata Biter (1985)
- Amansız Yol (1985)
- Genç ve Dul (1986)
- İstek (1986)
- Oteldeki Cinayet (1986)
- Halkalı Köle (1986)
- Ateştem Günler (1987)
- Gecenin Öteki Yüzü (1987)
- Dünden Sonra Yarından Önce (1987)
- Kara Sevdalı Bulut (1987)
- Bir Avuç Gökyüzü (1987)
- Bir Günah Gibi (1987)
- Gece Yolculuğou (1987)
- Sahte Cennete Veda / Aidu Au Faux Paradis (1988)
- Baharın Bittiği Yer (1989)
- Medcezir Manzaraları (1989)
- Gizli Yüz (1990)
- İki Kadın (1992)
- Ay Vakti (1993)
- Bir Sonbahar Hikayesi (1994)
- Artist Palas (1994)
- Aşk Üzerine Söylenmemiş Herşey (1995)
- 80. Adım (1996)
- İstanbul Kanatlarımın Altında (1996)
- Çatısız Kadınlar (1999)
- Salkım Têmımın Taneleri (1999)
- Hiçbiryerde (2001)
- Yeditepe İstanbul (2001)
- Simbiyotik (2004)
- Seni Çok Özledim (2005)
- Ankara Cinayeti 2006)
- İyi Seneler (2007)
- Geniş Zamanlar (2007)

## Discografia

### Álbum de Estudo
- Küçük Bir Öykü Bu (1989)
- Iki Çift Laf (1990)
- Oyuncu (1993)
- Ihanet (1998)
- Başucu Şarkıları (2001)
- Başucu Şarkıları 2 (2005)
- Aşk ın Halleri (2009)
- Başucu Şarkıları 3 (2015)

### Outros projectos
- 1999 : Asansör Film Müzikleri
- 2000 : Bülent Ortaçgil Için Söylenmiş Bülent Ortaçgil Şarkıları
- 2002 : Hiçbiryerde Film Müzikleri
- 2003 : Metin Altıok Ağıtı
- 2004 : Soz Vermiş Şarkılar
- 2006 : 41 Kere Maşallah
- 2006 : Nazim: Fazil Say
- 2006 : Pop 2006
- 2007 : Bulutsuzluk Özlemi 20 Jáşında
- 2008 : Güldünya Şarkıları
- 2009 : Mucize Nağmeler
- 2009 : Buğra Ouğur'o 30 eıl da escola primária